# シボレー・エピカ
エピカ（Epica）はゼネラルモーターズ (GM) がシボレーブランドで販売している中型セダン。韓国のGM大宇によって開発された車種である。

## 歴代モデル

### 初代（V200型、1999 - 2006年）

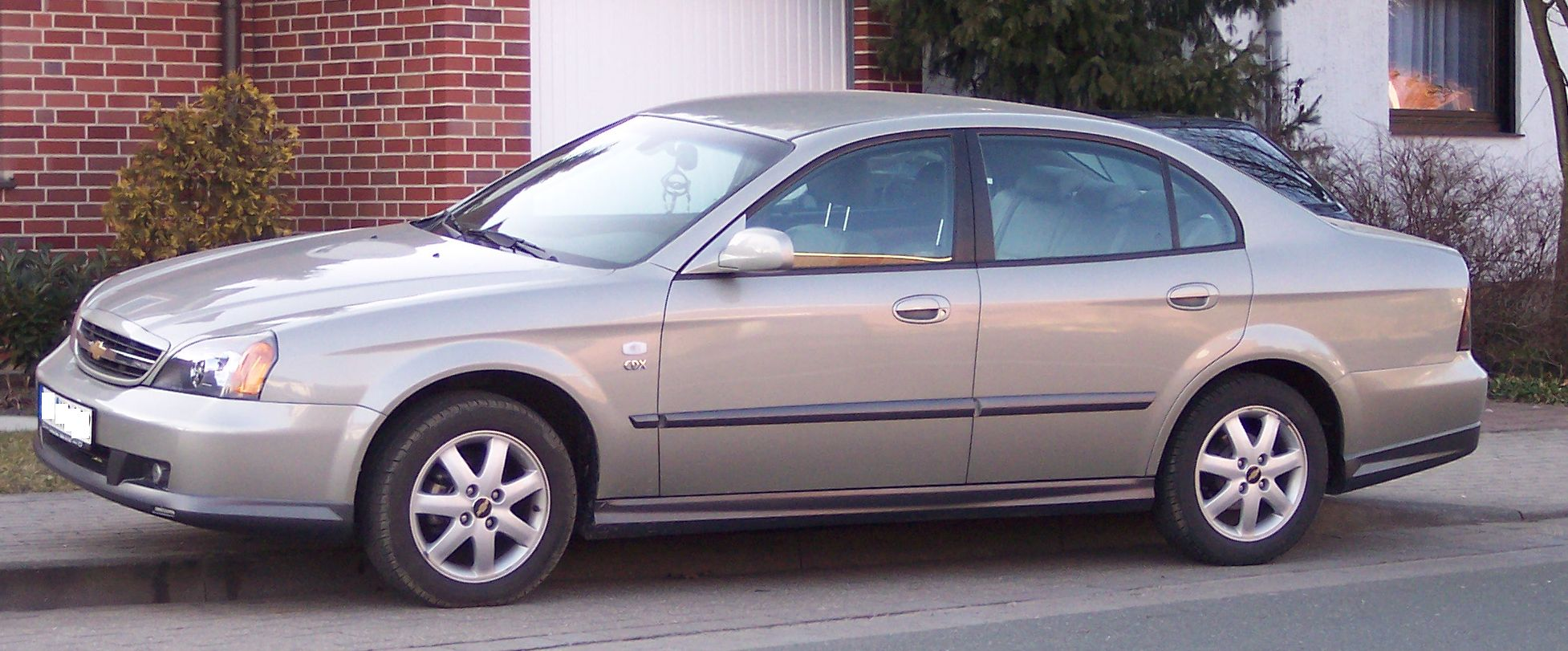
初代エピカ（エヴァンダ）

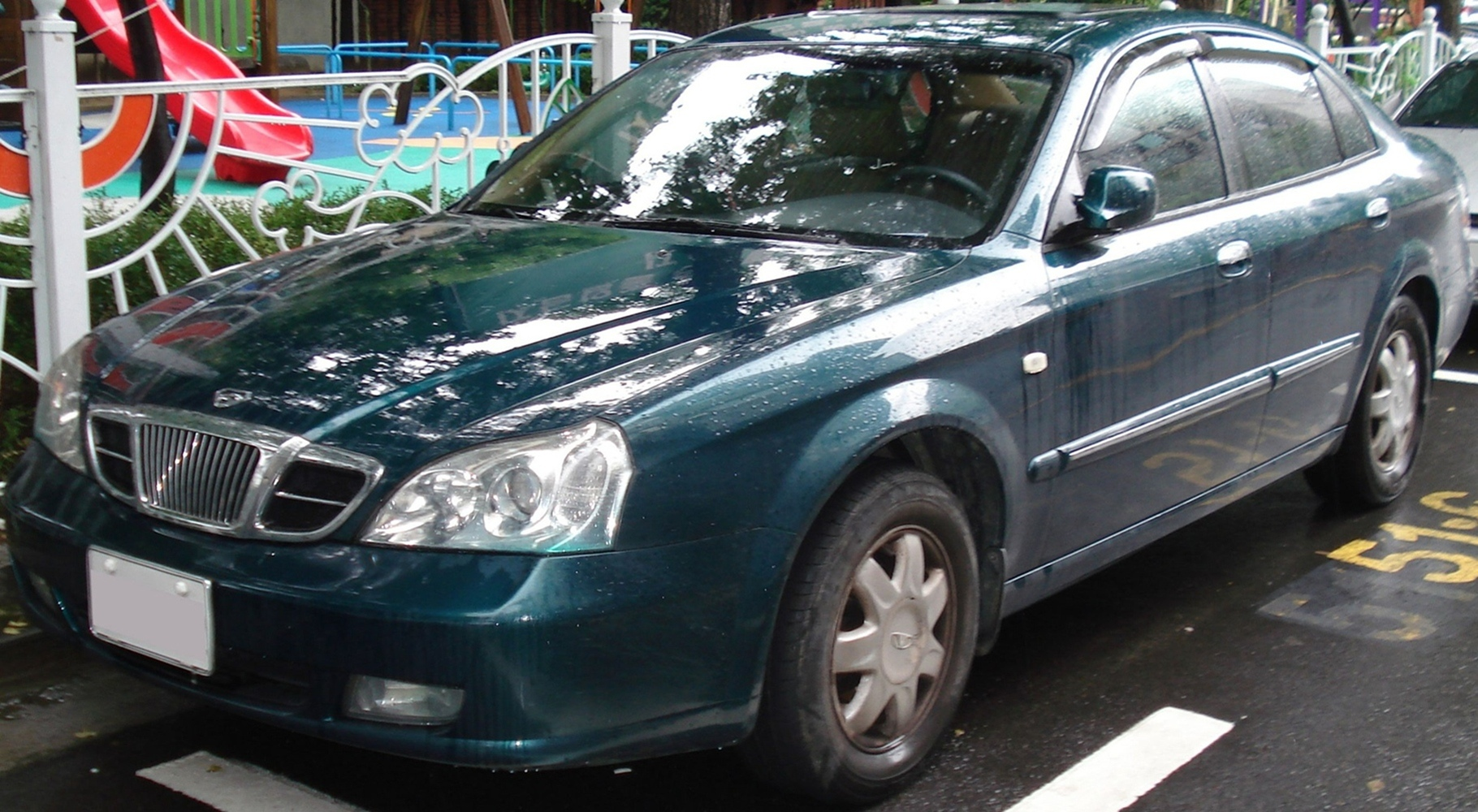
大宇・マグナス

1999年発表。韓国とベトナムでは大宇ブランドでマグナス（Magnus ）、欧州では当初大宇ブランド、後にシボレーブランドのエヴァンダ（Evanda ）、それ以外の地域（南米、カナダ、中国など）ではエピカの名称で販売された。また、2003年に開催された第37回東京モーターショーでオプトラ（初代、J200型）とともに参考出品され、日本市場への投入が検討されていたが、実現しなかった。
また、北米ではスズキにもスズキ・ヴェローナの名称でOEM供給された。
台湾では、現地の自動車会社である台塑汽車で台塑（フォルモサ）・マグナスとして生産/販売された。
駆動方式は横置きFF。これにホールデン製の直列4気筒2,000 cc、もしくはGM大宇製の直列6気筒2,500 ccエンジンを搭載している（初期型にはSC-1と呼ばれる直4・2,000 ccエンジンが搭載されていたほか、韓国国内には直6・2,000 ccエンジンの設定もあった）。直列6気筒エンジンの横置きFFというレイアウトは、古くはブリティッシュ・モーター・コーポレーション（BMC）のADO17ファミリー、その後はボルボ・カーズのP2プラットフォーム程度と少数派である。また、デザインはイタルデザインが担当している。

### 2代目（V250型、2006年 - 2010年）

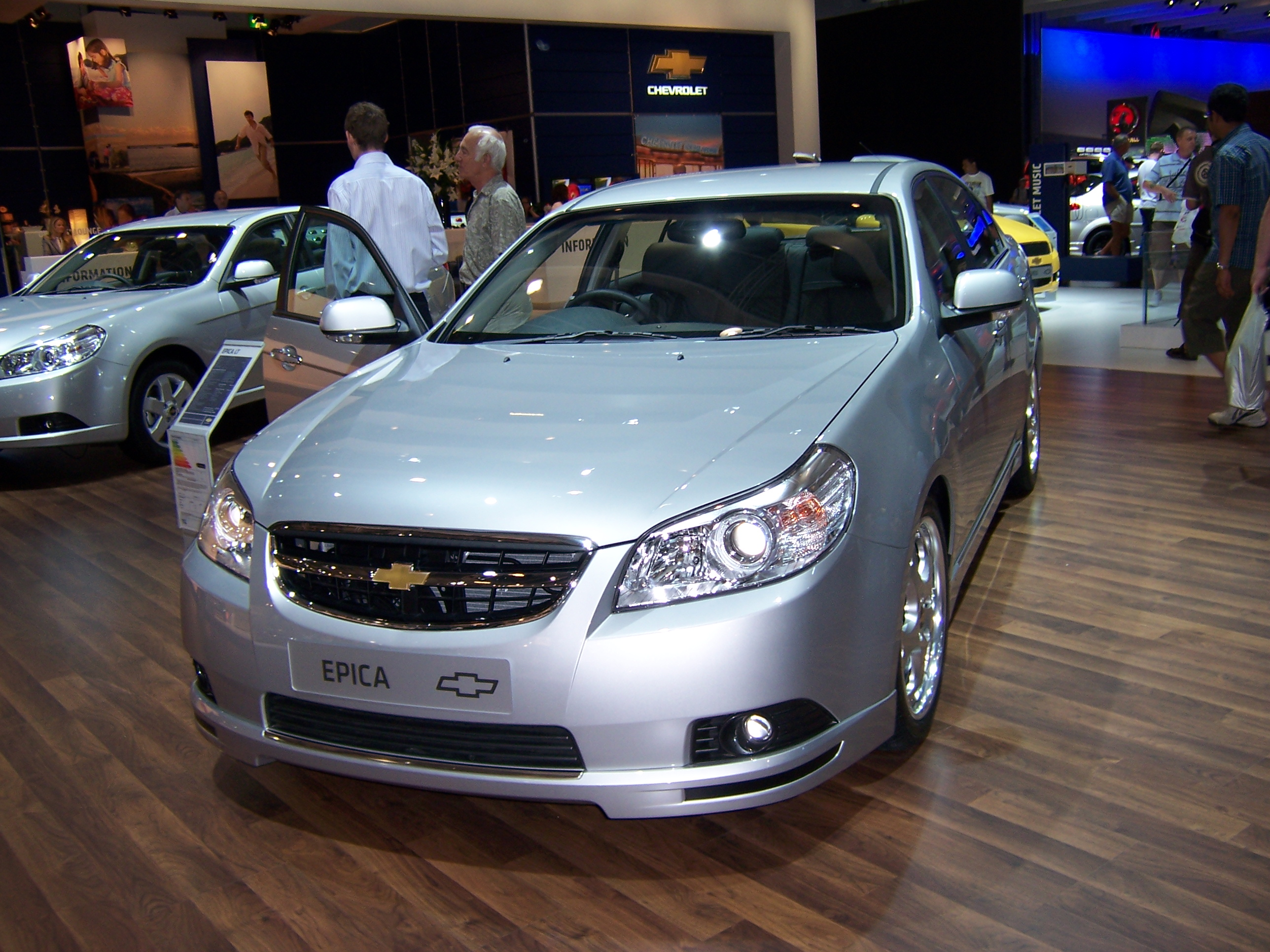
フロント

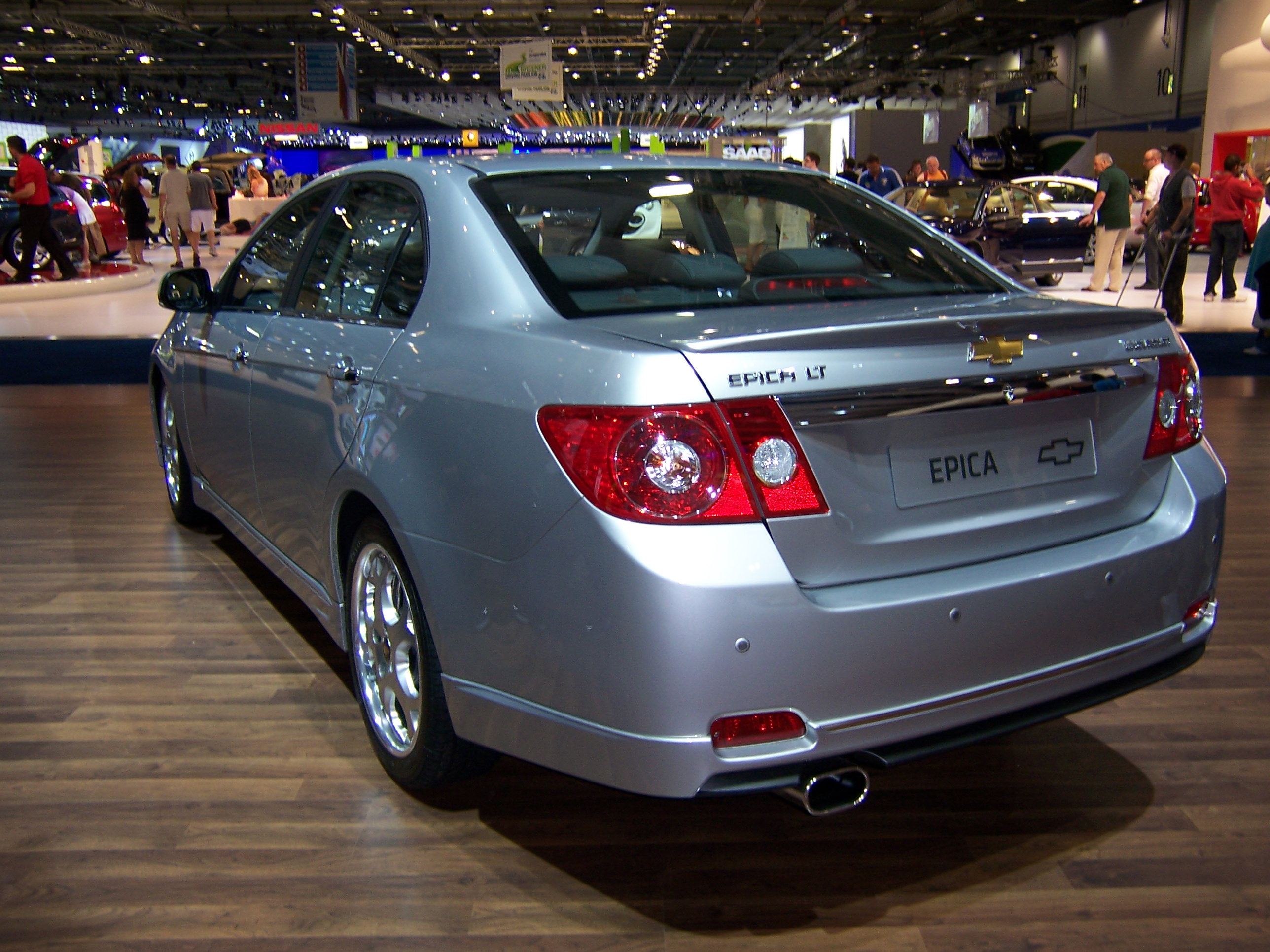
リア

2005年12月にGM傘下の韓国・GM大宇からトスカ（Tosca ）の名称で発表され、翌2006年1月から発売を開始した。なお、この車名は公式には"Tomorrow Standard Car"の略であるとされるが、ジャコモ・プッチーニのオペラ「トスカ」という説もある。その後、シボレーブランド版が同年3月のジュネーヴモーターショーで発表された（今回から欧州向けもエピカのネーミングを使用）。また、豪州でもホールデン・ベクトラ（オペル・ベクトラの豪州仕様車）に代わってホールデン・エピカとして販売される。なお、V250型はスズキへのOEM供給は行われず、スズキ・ヴェローナは2006年モデルを最後に打ち切りとなった。
基本設計は先代のものを踏襲しており、横置きFFで直列6気筒エンジン（2,000ccと2,500cc）を搭載する。2006年3月には韓国国内向けとしてインジェクション方式のLPG車が追加され、その後2Lのコモンレールターボディーゼルエンジンも追加された。
2008年1月には、GMハイドラマチック6T40/6T45型6速ATを搭載した「トスカ・プレミアム6」が発売された。
2011年、これまで北米とブラジルのみで販売されていたマリブと統合されモデル廃止。韓国を皮切りに順次各国で8代目マリブに切り替わる。ただし、中国の上海GMでは安価な中型セダンとして引き続きマリブと併売される。なお、中国仕様車にはグリルを大型化した専用のフロントマスクが与えられている。

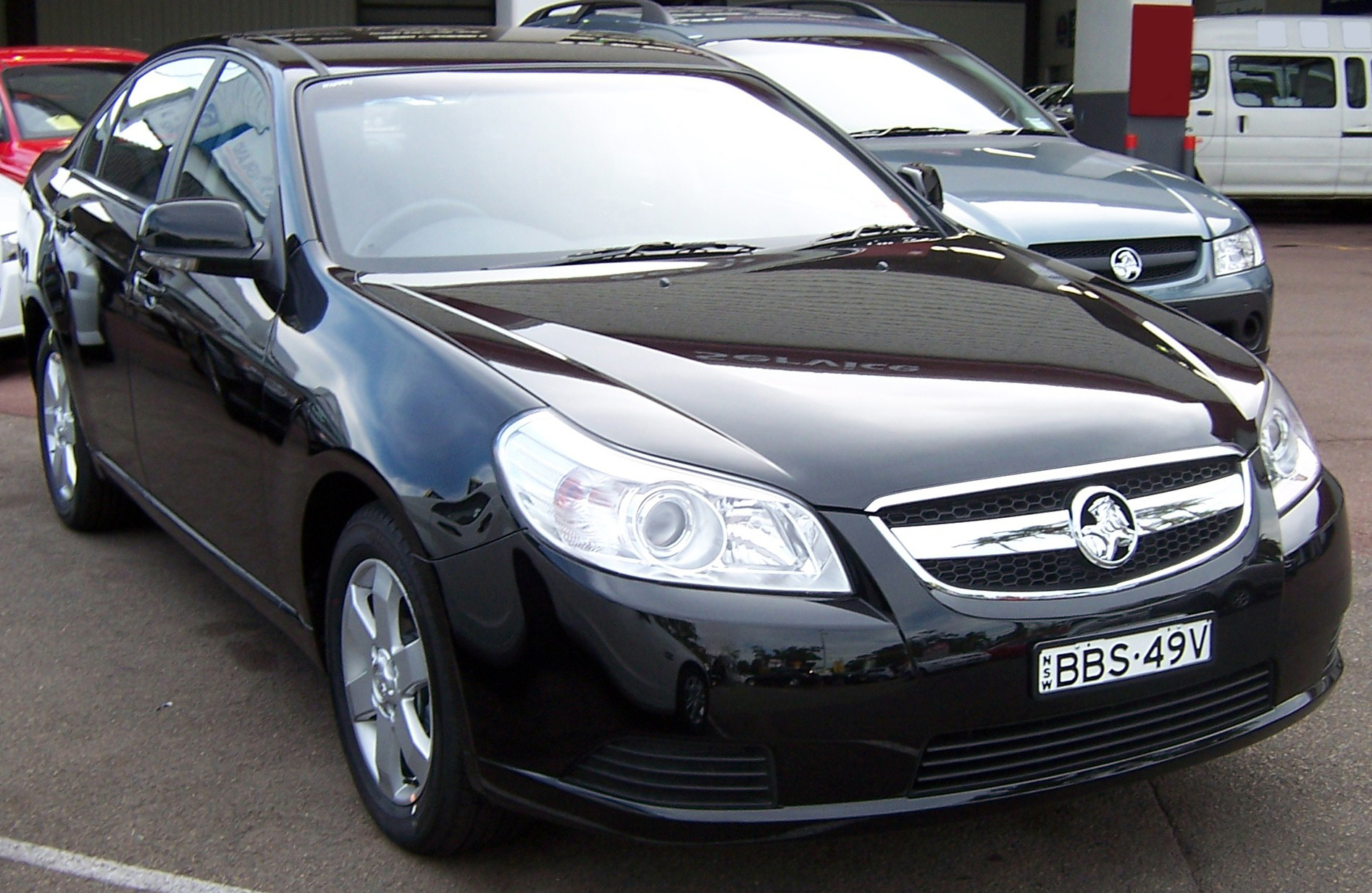
ホールデン・エピカ（外観）
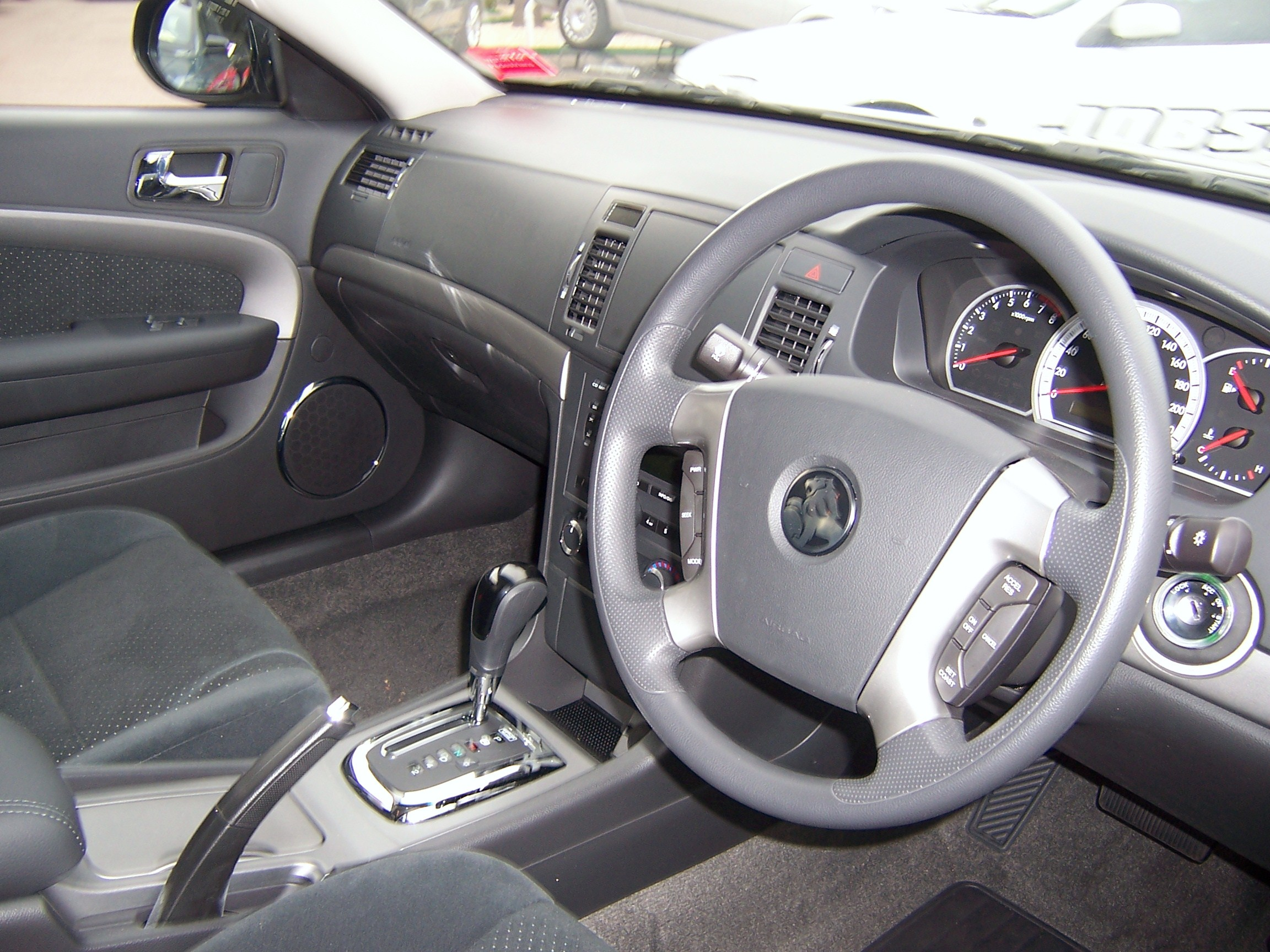
ホールデン・エピカ（内装）
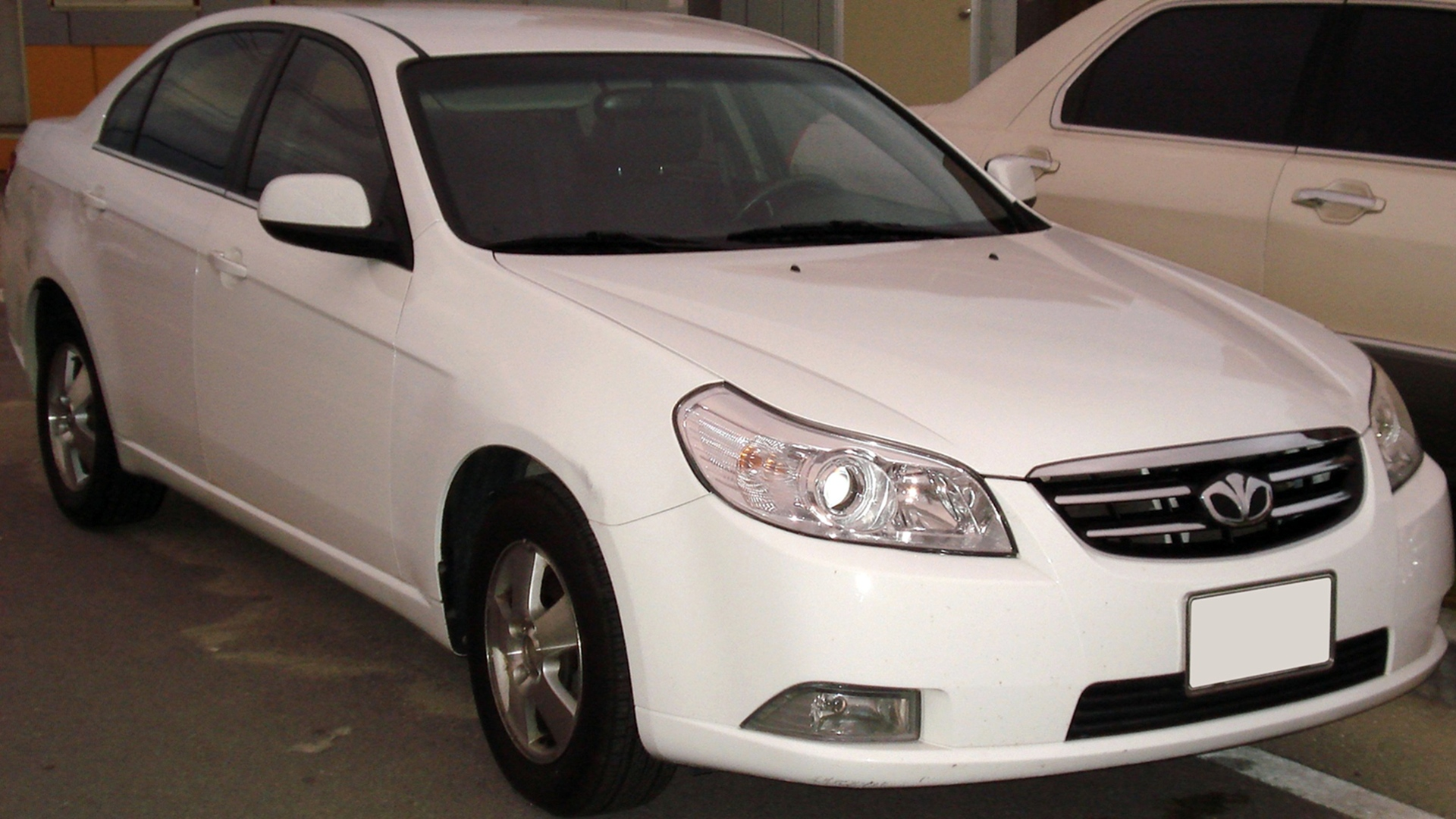
GM大宇・トスカ
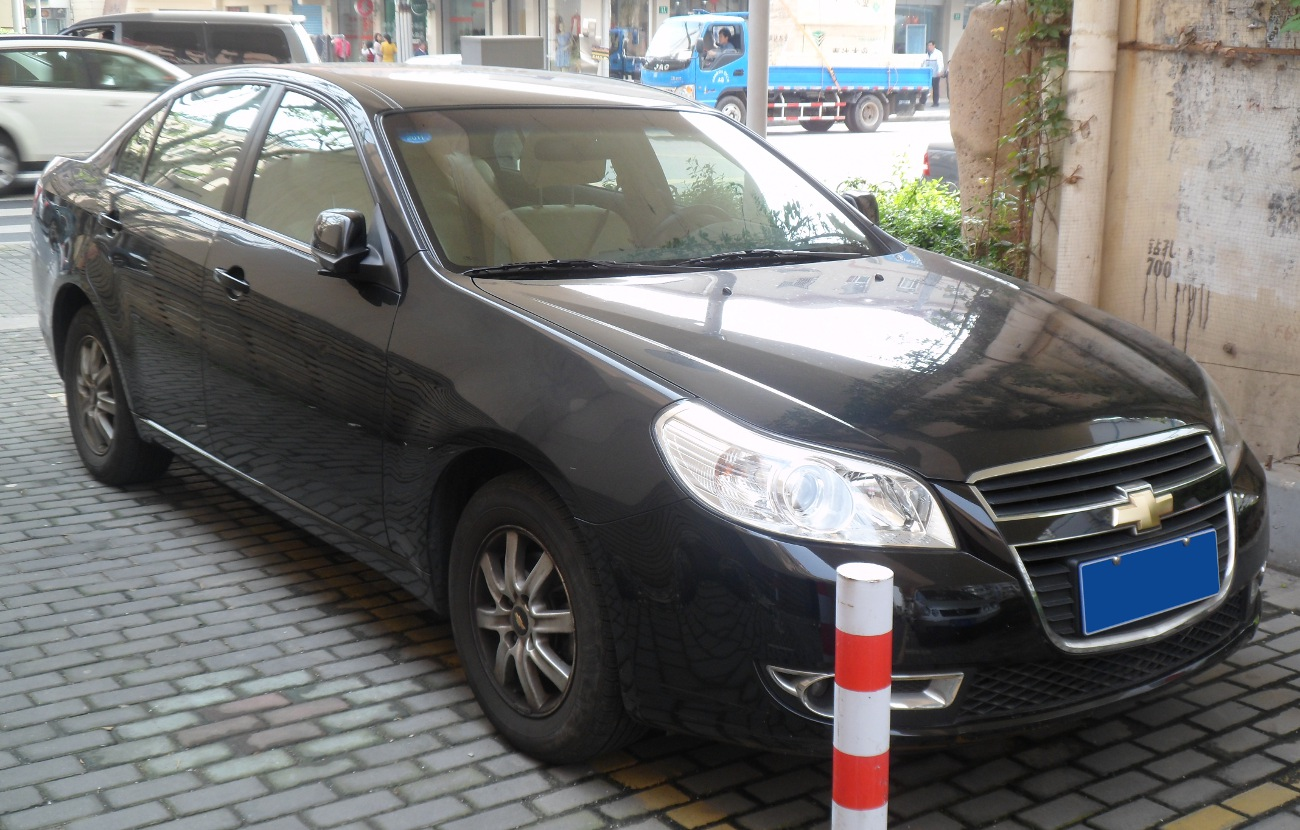
中国仕様フロント
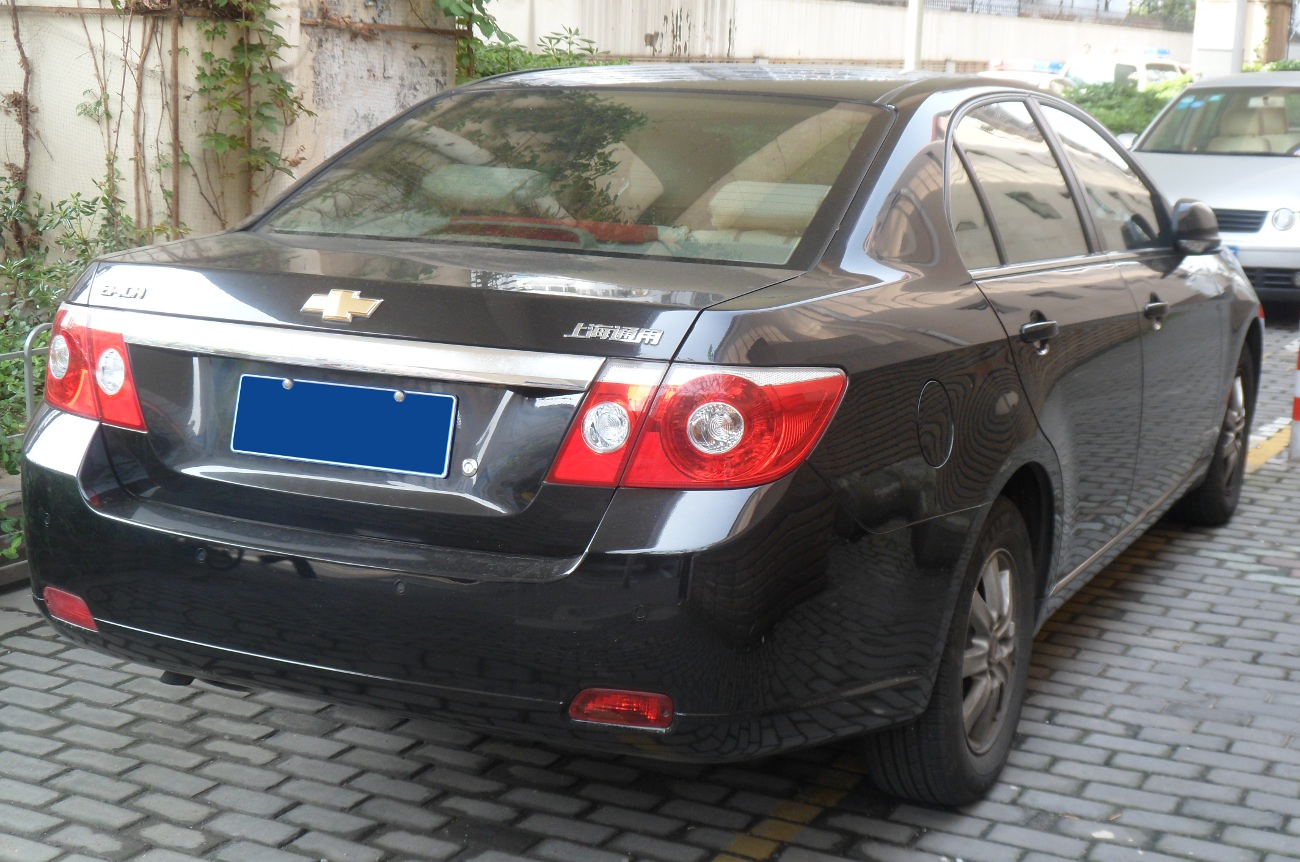
中国仕様リア